# Avtalet om bevarande av flyttande sjöfåglar i Afrika och Eurasien
Avtalet om bevarande av flyttande sjöfåglar i Afrika och Eurasien, som förkortas AEWA (efter den engelska kortvarianten av namnet: African-Eurasian Waterbird Agreement), är ett avtal utvecklat under Förenta nationernas Bonnkonvention kring bevarandeåtgärder för ett antal våtmarksfåglar. Avtalet, som är det största i sitt slag, etablerades 16 juni 1995 i Haag och ratificerades 1 november 1999 då minst fjorton stater, vilket omfattade sju afrikanska och sju eurasiska stater skrev under avtalet. Sedan dess är AEWA ett självständigt internationellt traktat.
AEWA omfattar 255 fågelarter som är  ekologiskt beroende av våtmarker för i varje fall någon del av sin årscykel. Dessa arter omfattar lommar, doppingar, tropikfåglar, pelikaner, skarvar, fregattfåglar, hägrar, storkar, träskonäbbar, rallar, ibisar, skedstorkar, flamingor, änder, svanar, gäss, tranor, vadare, måsar, tärnor och till och med sydafrikansk pingvin.
2008 omfattade avtalet 118 länder från Europa, delar av Asien, Kanada, Mellanöstern och Afrika. Parterna inom avtalet är bundna att delta i en rad bevarandeåtgärder vilka rör bevarande av arter och habitat, kontroll av mänsklig påverkan, forskning och övervakning, utbildning och information och implementering.